# 李春 (交州)
李春，隋朝初年交州起事反隋首领。
隋朝灭南陈以后，尚书右仆射苏威撰写了《五教》，令江南百姓不分男女老少都得熟读，士民抱怨。江南民间又传言隋朝将要把百姓都迁徙到关中去，于是远近惊骇。开皇十年（590年）交州人李春等自称大都督，起兵攻陷隋朝州县。同时婺州人汪文进、越州人高智慧、苏州人沈玄侩都自称天子，设置百官。乐安人蔡道人、蒋山人李棱、饶州人吴世华、温州人沈孝彻、泉州人王国庆、杭州人杨宝英也自称大都督。越南史书，称南陈时交州为前李朝，交州是李賁、李佛子控制，但是没有记载李春，也李春与李贲、李佛子的关系也不详。